# Бюльбюль (рід)
Бюльбю́ль (Pycnonotus) — рід горобцеподібних птахів родини бюльбюлевих (Pycnonotidae). Представники цього роду мешкають в Азії і Африці.

## Таксономія
Молекулярно-філогенетичне дослідження родини бюльбюлевих, опубліковане в 2017 році, показало, що рід Бюльбюль (Pycnonotus) був поліфілітичним. За результатами дослідження у 2020 році низку видів, яких раніше відносили до роду Pycnonotus було переведено до відновлених родів Microtarsus, Euptilotus, Poliolophus, Ixodia, Rubigula, Brachypodius і Alcurus

## Види
Виділяють 32 види:
- Бюльбюль світлоокий (Pycnonotus simplex)
- Бюльбюль оливковокрилий (Pycnonotus plumosus)
- Бюльбюль бурий (Pycnonotus brunneus)
- Бюльбюль жовтоголовий (Pycnonotus zeylanicus)
- Бюльбюль малазійський (Pycnonotus pseudosimplex)[5]
- Бюльбюль палаванський (Pycnonotus cinereifrons)[6][7]
- Бюльбюль білобровий (Pycnonotus luteolus)
- Бюльбюль бірманський (Pycnonotus blanfordi)
- Бюльбюль таїландський (Pycnonotus conradi)[8]
- Бюльбюль золотогорлий (Pycnonotus finlaysoni)
- Бюльбюль сосновий (Pycnonotus flavescens)
- Бюльбюль короткодзьобий (Pycnonotus snouckaerti)[9]
- Бюльбюль золотобровий (Pycnonotus bimaculatus)
- Pycnonotus leucops[10]
- Бюльбюль жовтогорлий (Pycnonotus xantholaemus)
- Бюльбюль цейлонський (Pycnonotus penicillatus)
- Бюльбюль білогорлий (Pycnonotus xanthorrhous)
- Бюльбюль китайський (Pycnonotus sinensis)
- Бюльбюль тайванський (Pycnonotus taivanus)
- Бюльбюль червоногузий (Pycnonotus jocosus)
- Бюльбюль широкобровий (Pycnonotus goiavier)
- Бюльбюль червоночубий (Pycnonotus cafer)
- Бюльбюль індокитайський (Pycnonotus aurigaster)
- Бюльбюль рудогузий (Pycnonotus leucotis)
- Бюльбюль білощокий (Pycnonotus leucogenys)
- Бюльбюль аравійський (Pycnonotus xanthopygos)
- Бюльбюль червоноокий (Pycnonotus nigricans)
- Бюльбюль темноголовий (Pycnonotus barbatus)
- Бюльбюль савановий (Pycnonotus dodsoni)[11]
- Бюльбюль сомалійський (Pycnonotus somaliensis)[12]
- Pycnonotus tricolor[13]
- Бюльбюль капський (Pycnonotus capensis)

## Етимологія
Наукова назва роду Pycnonotus походить від сполучення слів дав.-гр. πυκνος — товстий, компактний і νωτος — задній.